# Chợ nổi ở Việt Nam

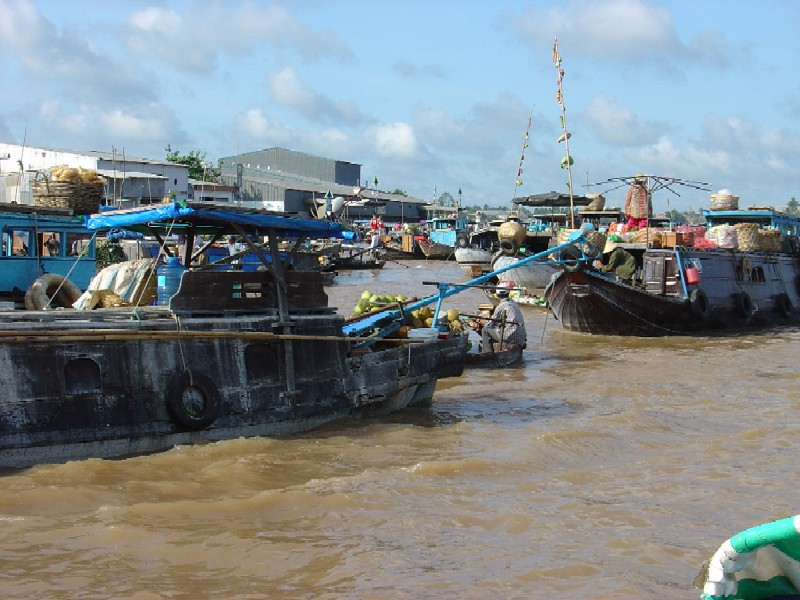
Chợ nổi Cái Răng, Cần Thơ

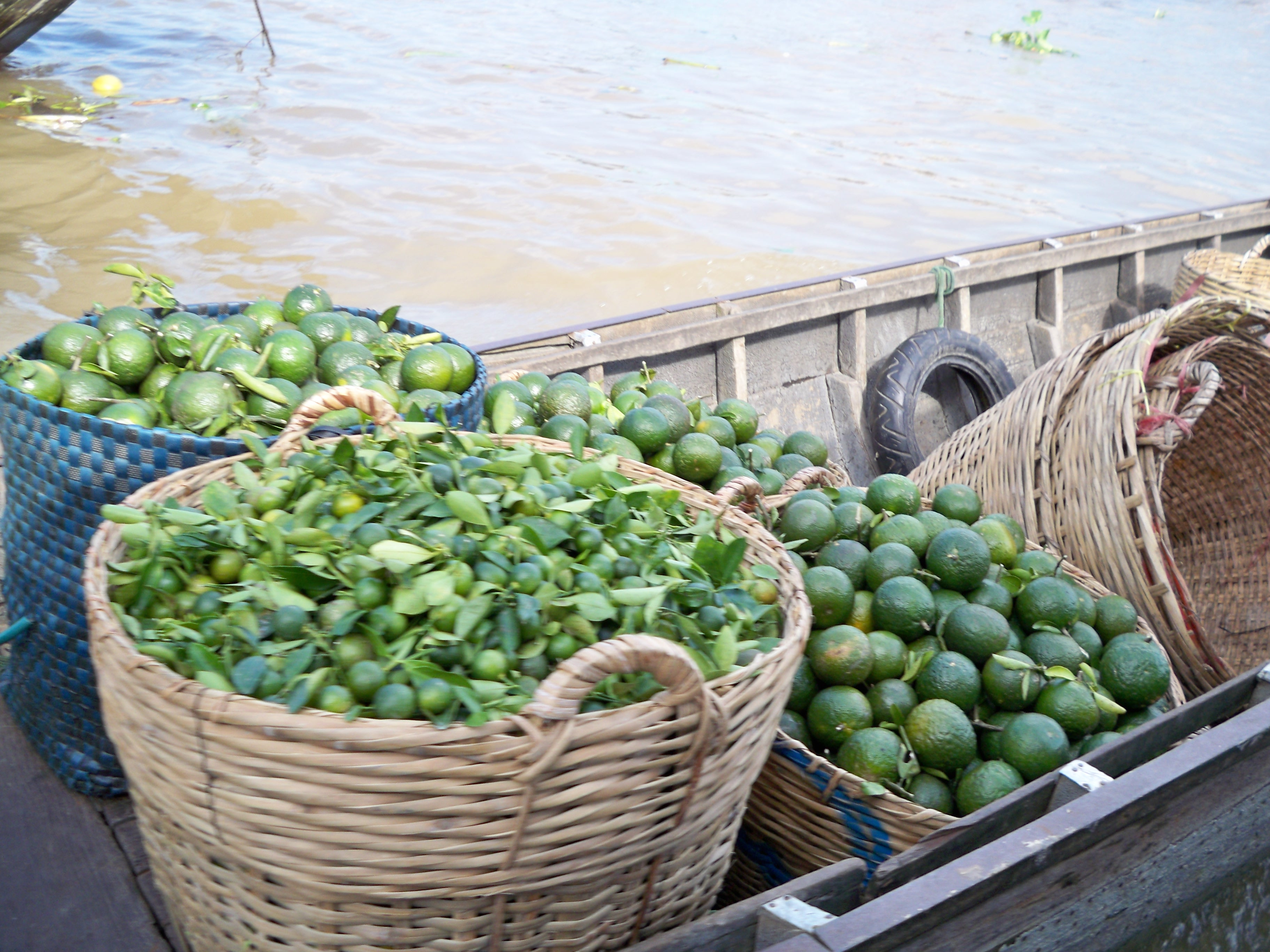
Nông sản là hàng hóa phổ biến ở chợ nổi

Ở Việt Nam, chợ nổi thường họp ở miền Tây Nam Bộ. Chợ nổi là nét văn hóa đặc thù của vùng sông nước miền Tây. Chợ họp trên sông, giữa một vùng sông nước bao la là hàng trăm ghe, thuyền, xuồng của cư dân. Chợ họp cả ngày, nhưng thường nhộn nhịp nhất vào buổi sáng. Trên thuyền chất đầy hàng hóa, phổ biến là các loại trái cây. Nét riêng của các thuyền là trên mỗi thuyền có một vài cây sào, trên đó treo lủng lẳng các loại sản phẩm mà mình có bán. Cho nên khách hàng chỉ cần nhìn vào cây sào đó là có thể biết trên thuyền, ghe đó có thứ mình cần hay không.

## Đặc điểm
- Chợ là nơi mua bán thật sự của cư dân địa phương, là nơi người dân địa phương trao đổi sản vật, nông sản, thực phẩm, v.v. Khác hoàn toàn với chợ nổi Damnoen Saduak tại Thái Lan.[a]
- Các cửa hàng hay các ghe thuyền thường không có bảng hiệu, chợ bán sản vật gì người ta treo sản vật đó lên cây sào hoặc trên mũi thuyền. Người ta gọi cây này "cây bẹo".[b] Người bán dùng cây chống ngay trước mũi xuồng, ghe của mình rồi treo tượng trưng lên đấy những loại nông sản mà mình muốn bán. Chẳng hạn như bán cam thì người ta treo lên vài quả cam; bán xoài thì treo vài trái xoài; bán chuối thì treo nải chuối, bán mía thì dựng lên bó mía... Với cách tiếp thị độc đáo này, những người mua tới chợ từ xa đã quan sát thấy.

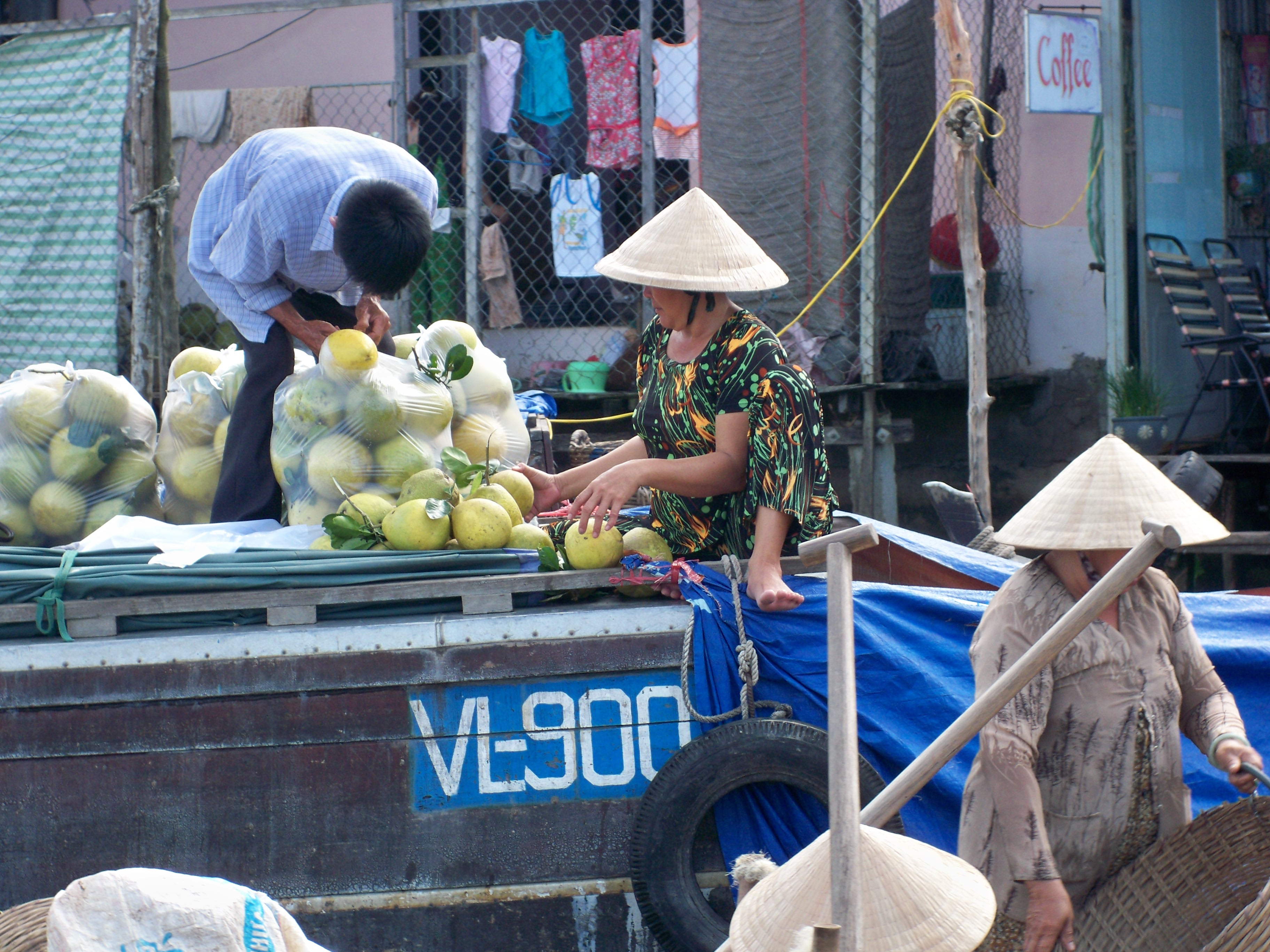
Một ghe trái cây đến từ Vĩnh Long

- Muốn biết các ghe thuyền và các cư dân sông nước đến từ địa phương nào, chỉ cần nhìn vào mạn thuyền, trên thuyền có ghi mã tỉnh được viết tắt bằng 2 chữ cái đầu. Ví dụ, trên thuyền ghi "TG" thì thuyền đó đến từ Tiền Giang. Chợ nổi là nơi tụ họp của rất nhiều cư dân đến từ khắp miền đất nước.

Tuy rằng người dân "treo gì bán đó" thông qua những cây bẹo, tuy nhiên có 3 trường hợp ngoại lệ:
1. "Cái gì treo mà không bán?" Chính là quần áo. Cư dân chợ nổi thường sinh sống và sinh hoạt ngay trên thuyền, vì thế, quần áo họ thường phơi cả trên thuyền, do đó "mặt hàng" này họ không bán.
2. "Cái gì bán mà không treo?" Chính là các thuyền bán hàng ăn uống và nước giải khát. Những thứ này không thể treo lên được.
3. "Cái gì mà treo cái này, bán cái khác?" Chính là treo lá dừa nhưng lại bán thuyền. Người dân muốn bán ghe thuyền của họ thường treo lên thuyền một cây sào, trên đó có gắn một miếng lá dừa.

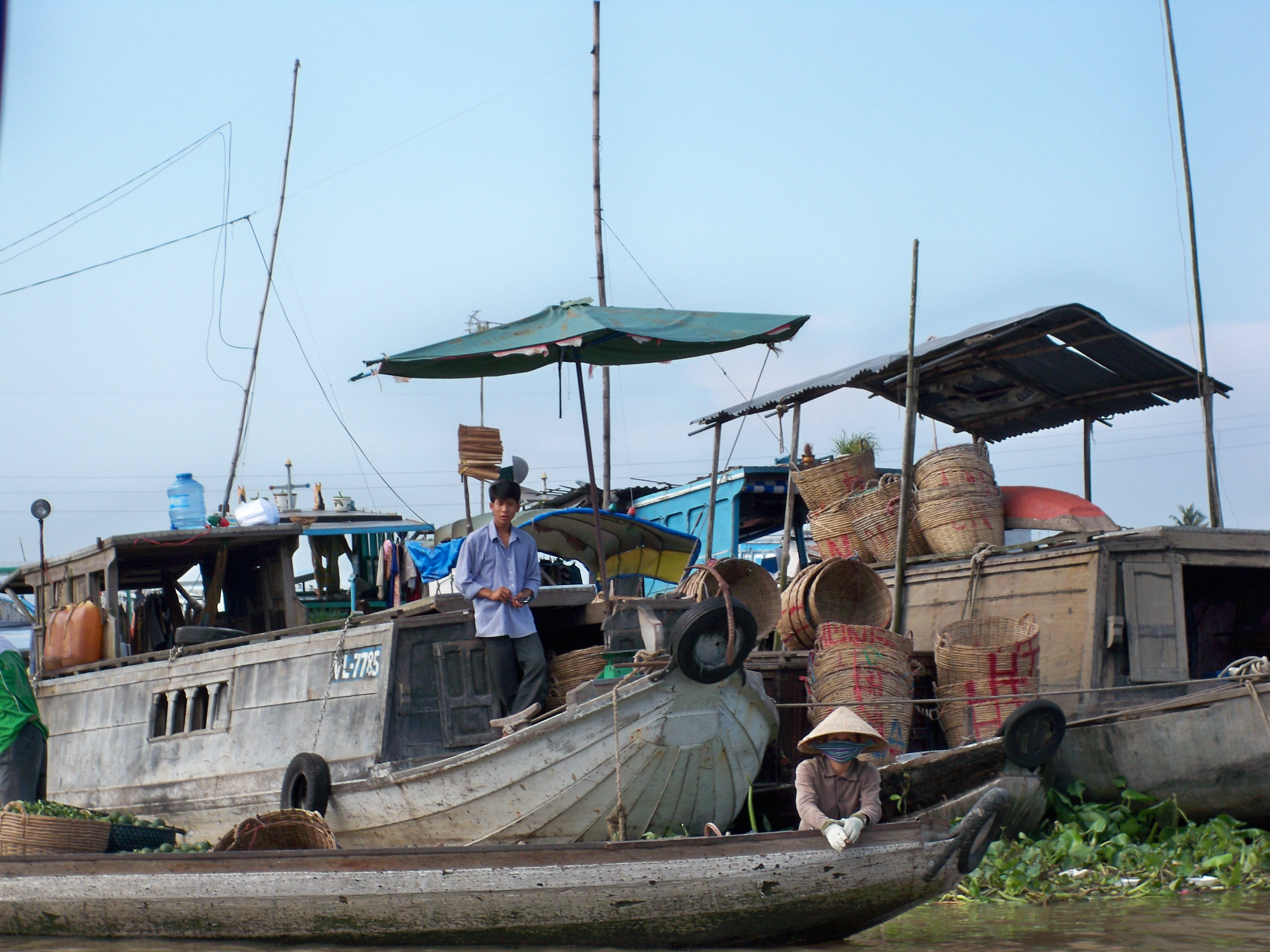
Treo cái này mà bán cái khác, đó chính là treo lá dừa nhưng bán thuyền

Các chợ nổi này hoạt động tự phát từ xưa đến nay, không có sự quản lý hành chính, thu thuế nào một cách chặt chẽ. Chợ nổi tự phát là do những người buôn bán trên sông đã lâu, cùng với những người nông dân làm vườn địa phương và một số người buôn bán nhỏ lẻ ở địa phương hình thành nên.
Đồng bằng sông Cửu Long là xứ nhiệt đới gió mùa điển hình, trái cây, khoai, củ, rau quả rất đa dạng và phong phú cho nên mùa nào cũng có thể đi mua bán những mặt hàng này được. Từ đó, một số cư dân ở đây hình thành nên thói quen một cách tự phát là đi mua bán các loại trái cây, khoai củ, rau quả lúc nông nhàn hoặc thành nghề truyền từ đời này sang đời khác. Hệ thống sông ngòi, kênh rạch chằng chịt tạo điều kiện thuận lợi cho xuồng, ghe đi khắp nơi trong đồng bằng. Chính vì ghe, xuồng có thể lưu thông tự do khắp nơi trong đồng bằng như vậy nên thương lái có thể len lỏi mọi ngõ ngách ở đồng bằng tìm mua các loại trái cây, khoai, rau quả mà nông dân, người làm vườn bán tại vườn với số lượng nhiều, giá rẻ.
Các khu vực khác ở Việt Nam không thể có chợ nổi trên sông buôn bán nông sản như vậy, do hệ thống sông ngòi và bị đê bao quanh sông cái ngăn lũ nên ghe, xuồng không thể hoạt động, không thể len lỏi khắp nơi trong đồng bằng được.

## Chợ nổi nổi tiếng
- Chợ nổi Cái Răng: Nằm cách trung tâm thành phố Cần Thơ khoảng 5 km theo hướng quốc lộ về tỉnh Sóc Trăng. Tương lai chợ nổi Cái Răng sẽ trở thành chợ trung tâm tự sản tự tiêu lớn nhất vùng.
- Chợ nổi Ngã Bảy (Hậu Giang), còn được gọi là chợ nổi Phụng Hiệp. Phụng Hiệp là tên của huyện, còn địa điểm họp chợ là giao điểm của bảy nhánh sông.
- Chợ nổi Ngã Năm (Sóc Trăng): nằm tại nơi giao nhau của 5 nhánh sông đổ về 5 ngả: Cà Mau, Vĩnh Quới, Long Mỹ, Phụng Hiệp, Thạnh Trị. Ngày nay chợ nổi Ngã Năm vẫn còn giữ được nét mộc mạc, đậm chất sông nước miền Tây.
- Chợ nổi Cái Bè nằm ở đoạn sông Tiền giáp ranh giữa ba tỉnh Tiền Giang, Vĩnh Long và Bến Tre.
- Chợ nổi Châu Đốc (An Giang) gần thị xã Châu Đốc...
- Chợ nổi Phong Điền: Nằm cách trung tâm thành phố Cần Thơ 17 km, đây là nơi mua bán sản phẩm miệt vườn.
- Chợ nổi Long Xuyên: Chợ nổi Long Xuyên nằm cách trung tâm thành phố Long Xuyên chừng 2 km, tuy không nổi tiếng như các khu chợ nổi nhưng đến đây bạn sẽ cảm nhận được sự phong phú của những đặc sản và tình cảm chân thành, mộc mạc của người dân Nam Bộ.
- Chợ nổi Cà Mau
- Chợ nổi Trà Ôn